# 21. vzhodnobosanska brigada (NOVJ)
Za druge 21.brigade glejte 21. brigada.
21. vzhodnobosanska brigada (srbohrvaško 21. istočnobosanska brigada) je bila brigada v sestavi Narodnoosvobodilne vojske in partizanskih odredov Jugoslavije in ki je delovala med drugo svetovno vojno na področju Kraljevine Jugoslavije.

## Organizacija
- štab
- 3x bataljon